# Brez povratka
Brez povratka (izvirni angleški naslov Final Destination) je ameriška nadnaravna grozljivka iz leta 2000, delo filmskega režiserja Jamesa Wonga in prvi del istoimenske filmske serije. Scenarij so napisali James Wong, Glen Morgan in Jeffrey Reddick na osnovi Reddickove zgodbe. V filmu igrajo Devon Sawa, Ali Larter, Kerr Smith in Tony Todd. Sawa igra najstnika, ki ima pred vzletom vizijo, da bo letalo eksplodiralo. Skupaj z nekaj sošolci se reši z letala preden to res raznese. Toda Smrt kasneje začne jemati življenja vsem, ki bi na letalu morali umreti.
Film so snemali v New Yorku in Vancouvru, nekaj prizorov pa so posneli tudi v Torontu in San Franciscu. Izšel je 17. marca 2000 in postal finančni uspeh, saj je že v prvem tednu prinesel 10 milijonov USD prihodkov. 26. septembra 2000 je izšel še na nosilcu DVD v ZDA in v Kanadi, ki vsebuje tudi komentarje, izbrisane prizore in dokumentarce.
Film je prejel mešane odzive. Kritiki so ga označili za preveč »dramatičnega« in »najstniškega«, medtem ko so ga pozitivni imenovali za »odštekanega« in za nekaj novega v žanru grozljivk. Film je prejel nagrado Saturn za najboljšo grozljivko in za najboljšega mlajšega igralca (Sawa). Uspeh je botroval nastanku več nadaljevanj, romanov in stripov.

## Vsebina
Srednješolec Alex Browning se z letalsko družbo Volée skupaj s sošolci vkrca na let 180, saj gredo na izlet v Pariz. Pred vzletom ima Alex vizijo, v kateri letalo po vzletu eksplodira in ubije vse na njem. Ko se nekateri dogodki ponovijo, se Alex spre z rivalom Carterjem Hortonom. To privede do tega, da zapustita letalo skupaj z Alexovim najboljšim prijateljem Todom Wagnerjem, Carterjevim dekletom Terry Chaney, učiteljico Valerie Lewton in študentoma Billyem Hitchcockom ter Clear Rivers. Noben od ostalih potnikov razen Clear ne verjame Alexu, dokler letalo zares ne eksplodira in ubije vseh na krovu. Po tem preživele zaslišita agenta FBI, ki menita, da je Alex nekako povezan z eksplozijo letala.
Devetintrideset dni pozneje se preživeli udeležijo spominskega obeležja za žrtve eksplozije. To noč umre Tod, ki se zaradi nenavadnega zaporedja dogodkov zadavi v kopalnici. Njegova smrt zgleda kot samomor, vendar Alex ne verjame, da bi se Tod ubil. Zato skupaj s Clear vdre v mrtvašnico, da bi videla Todovo truplo. Tam srečata pogrebnika Williama Bludwortha, ki jima pove, da so pretentali Smrt, ki sedaj jemlje življenja po vrstnem redu kot bi morali umreti na letalu. Naslednji dan se Alex in Clear dobita na kavi, da bi se pogovorila o pogrebnikovih besedah. Alex je prepričan, da morata biti pozorna na znamenja, medtem ko je Clear še vedno skeptična. Skupaj opozorita ostale preživele in ko Carter začne izzivati Alexa, Terry jezna odide in do smrti jo povozi avtobus. 
Alex izve, da je naslednja na vrsti ga. Lewton, zato steče k njej, da bi jo opozoril. Ker Lewtonova meni, da Alex nima dobrega namena, pokliče agenta FBI, ki odpeljeta Alexa na zaslišanje. Kasneje ga izpustita, ker nimata dokazov proti njemu. Alex se vrne k Lewtonovi, vendar je prepozen. Zaporedje dogodkov povzroči, da nanjo padejo kuhinjski noži in jo ubijejo. 
Ostali preživeli se skupaj peljejo čez mesto in razpravljajo, kaj storiti. Med razpravo Carter izve, da je naslednji. Namerno parkira na tirnicah medtem ko prihaja vlak, saj ne more verjeti, da nima nadzora nad svojim življenjem. V zadnjem trenutku si premisli, vendar se ne more rešiti iz varnostnega pasu. Iz avta ga reši Alex tik preden vlak popolnoma zmečka avto. Čez nekaj trenutkov Billya obglavi del razbitine. 
Alex se začne skrivati v neki koči, saj ve, da je naslednji na vrsti, vendar se kasneje spomni, da se je presedel in da je naslednja na vrsti Clear. Alex ji odhiti na pomoč medtem pa ga lovita agenta FBI. Alex reši Clear tik preden raznese avtomobil, v katerem sedi. 
Šest mesecev kasneje se Alex, Clear in Carter odpravijo v Pariz, da bi proslavili njihovo preživetje. Alex tam spozna, da Smrt njega ni nikoli preskočila. Ko opazi še nekaj znamenj in ga skoraj povozi avtobus, proti njemu zaniha elektronski napis, vendar ga v zadnjem trenutku stran potisne Carter. Alex reče, da ga je Smrt preskočila in Carter vpraša, kdo je naslednji. Takrat napis zaniha nazaj, tokrat proti Carterju in ga ubije, kar pomeni, da je načrt Smrti še vedno v teku.

## Igralska zasedba
- Devon Sawa kot Alex Browning
- Ali Larter kot Clear Rivers
- Kerr Smith kot Carter Horton
- Kristen Cloke kot Valerie Lewton
- Daniel Roebuck kot agent Weine
- Roger Guenveur Smith kot agent Schrek
- Chad E. Donella kot Tod Waggner
- Sean William Scott kot Billy Hitchcock
- Tony Todd kot William Bludworth
- Amanda Detmer kot Terry Chaney
- Brendan Fehr kot George Waggner
- Lisa Marie Caruk kot Christa Marsh
- Christine Chatelain kot Blake Dreyer
- Forbes Angus kot Larry Murnau
- Barbara Tyson kot Barbara Browning
- Robert Wisden kot Ken Browning

Veliko likov je bilo poimenovanih po slavnih režiserjih, igralcih in producentih grozljivk: Billy Hitchcock je imenovan po Alfredu Hitchcocku, družina Browning in Tod Waggner so poimenovani po Todu Browningu, Larry Murnau po Friedrichu Wilhelm Murnau, Blade Dreyer po Carlu Theodoru Dreyerju, Valerie Lewton po Valu Lewtonu, agent Schreck po Maxu Schrecku, Terry Chaney po Lonu Chaneyju, Christa Marsh po Fredricu Marchu, agent Weine po Robertu Wieneu, George Waggner pa neposredno po producentu grozljivk Georgeu Waggnerju.